# Gravissimas
Gravissimas (lat.: ernsthaftester) ist eine Enzyklika von Papst Leo XIII., sie datiert vom 16. Mai 1901. Mit diesem Rundschreiben wandte er sich an Kardinal José Sebastião Neto, dem Patriarchen von Lissabon, und an die portugiesischen Bischöfe. Inhaltlich schrieb er „über den religiösen Auftrag in Portugal“ und bringt zum Ausdruck, dass es eine Reihenfolge oder unterschiedliche Gewichtigkeit der Religion, im Zusammenhang mit dem Staat, nicht geben dürfe.
- Der Papst teilt dem Patriarchen von Lissabon mit, dass seine Sorge in der täglichen Auseinandersetzung mit der religiösen Disziplin in vielen Gebieten Portugals liege. Er spricht sein Lob über das Bemühen und den Eifer aus, mit welchem versucht werde, beim König für die Bedürfnisse und Nützlichkeiten der pastoralen Aufgaben einzutreten.

- Die Unruhe würden durch religiöse Gesellschaften, welche entgegen den Rechten der Kirche sind, hervorgebracht, sie würden auch nicht auf die letzten Dekrete reagieren. Es müsse daher, in Übereinstimmung mit der Disziplin, in der katholischen Kirche die Zusammenarbeit mit den staatlichen Institutionen gesucht werden, und es müsse geklärt werden, dass der religiöse Auftrag mit dem staatlichen Auftrag gleichgestellt sei, und deshalb „keine religiöse Reihenfolge existieren kann“.

- Es sei daher richtig und notwendig mit den staatlichen Institutionen die notwendigen zivilen Vorschriften mit den kirchlichen Gesetzen abzustimmen. Diese könne aber nur in der Weise geschehen, dass die religiöse Würde des Individuums bewahrt und die Natur des Staates erhalten bleibe.

- Dem Patriarchen empfiehlt er, die katholischen Mächte zu vereinigen und zu vergrößern, Veröffentlichungen und Organisationen zu pflegen und die Rechte der Kirche zu verteidigen. Hierzu gehöre aber auch der gute Wille, private Meinungen und politische Rivalitäten, in den Hintergrund zu stellen, dieses sei, so Leo XIII., sein „ernsthaftester“ Wunsch an den Patriarchen.